# Cierre del coro de la Catedral Notre-Dame de Chartres
El cierre del coro llamado "torre del coro" de la Catedral Notre Dame de Chartres, encargado a Jehan de Beauce a principios del siglo XVI, es una obra realizada en piedra de más de 6 metros de altura y alrededor de cien metros de longitud. Su finalidad era aislar el coro litúrgico, al que no tenían acceso los laicos.
Formando la transición entre el arte Gótico y el estilo del Primer Renacimiento francés, este cierre de coro de estilo Luis XII pertenece al patrimonio de monumentos históricos desde 1862.
Está dividido horizontalemente en 4 niveles: el zócalo, la claraboya, las hornacinas y el remate.

## El zócalo
El nivel inferior que constituye el zócalo presenta una decoración de arquitectura con motivos variados de estilo Luis XII  cuyo tratamiento de estilóbato adornado con medallones antiguos y cuadrados en punta, anuncia claramente el estilo del reinado siguiente.

## La claraboya
Por encima del zócalo se encuentra la claraboya o presbiterio. Desde la colocación, en el interior del coro, de los 6 bajorrelieves de Charles-Antoine Bridan al finalizar el siglo XVIII fue tapada con yeso. Si la parte superior compuesta de nichos y de pináculos representa aun el gótico flamígero, el arco ojival ha desaparecido totalmente en la claraboya que mezcla ya elementos inéditos para la época medieval como las pilastras con arabescos.

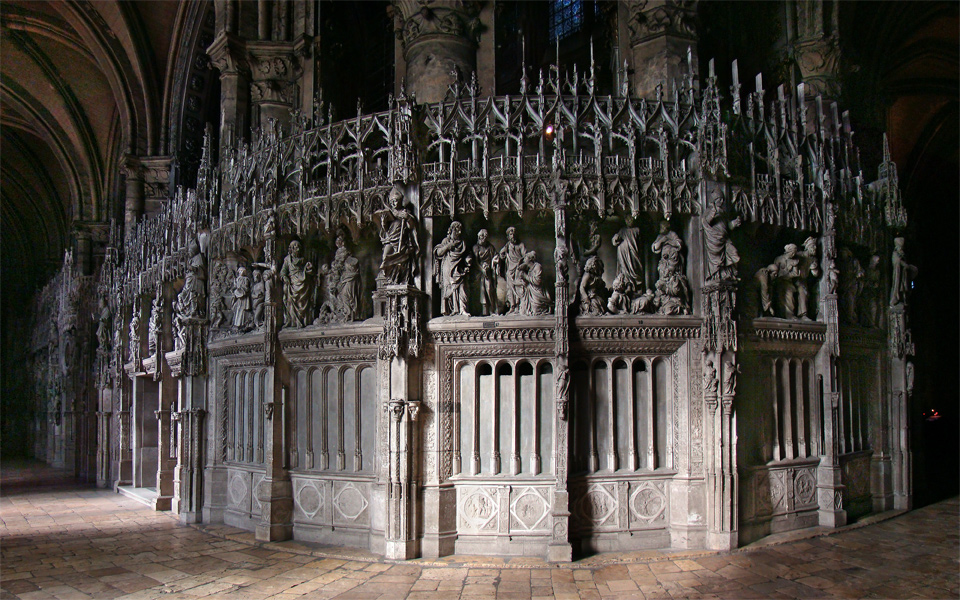
Vista de conjunto.

## Hornacinas
Las hornacinas están ubicadas por encima de la claraboya y protegen los 40 grupos esculpidos que muestran la vida de María y de Jesús. Cada grupo está numerado del 1 al 40 sobre el borde inferior de las hornacinas. Algunos grupos tienen una placa que menciona al autor, o una leyenda en letras góticas que identifica la escena.

### Distribución
Estos 40 grupos están repartidos entre 15 filas:
- las 8 filas del coro propiamente dicho que protegen cada una 4 escenas, excepto la tercera fila que acoge el reloj astronómico, o sea 29 escenas, con la escena doble 27 de la duodécima fila (Elevación de la Cruz) ;
- 6 de las 7 filas del ábside, que protegen cada una 2 escenas, excepto la doble escena 21 de la novena fila (Entrada de Jesús en Jerusalén), es decir 11 escenas. La fila axial, también llamada «rotonda», no tiene ninguna escena.

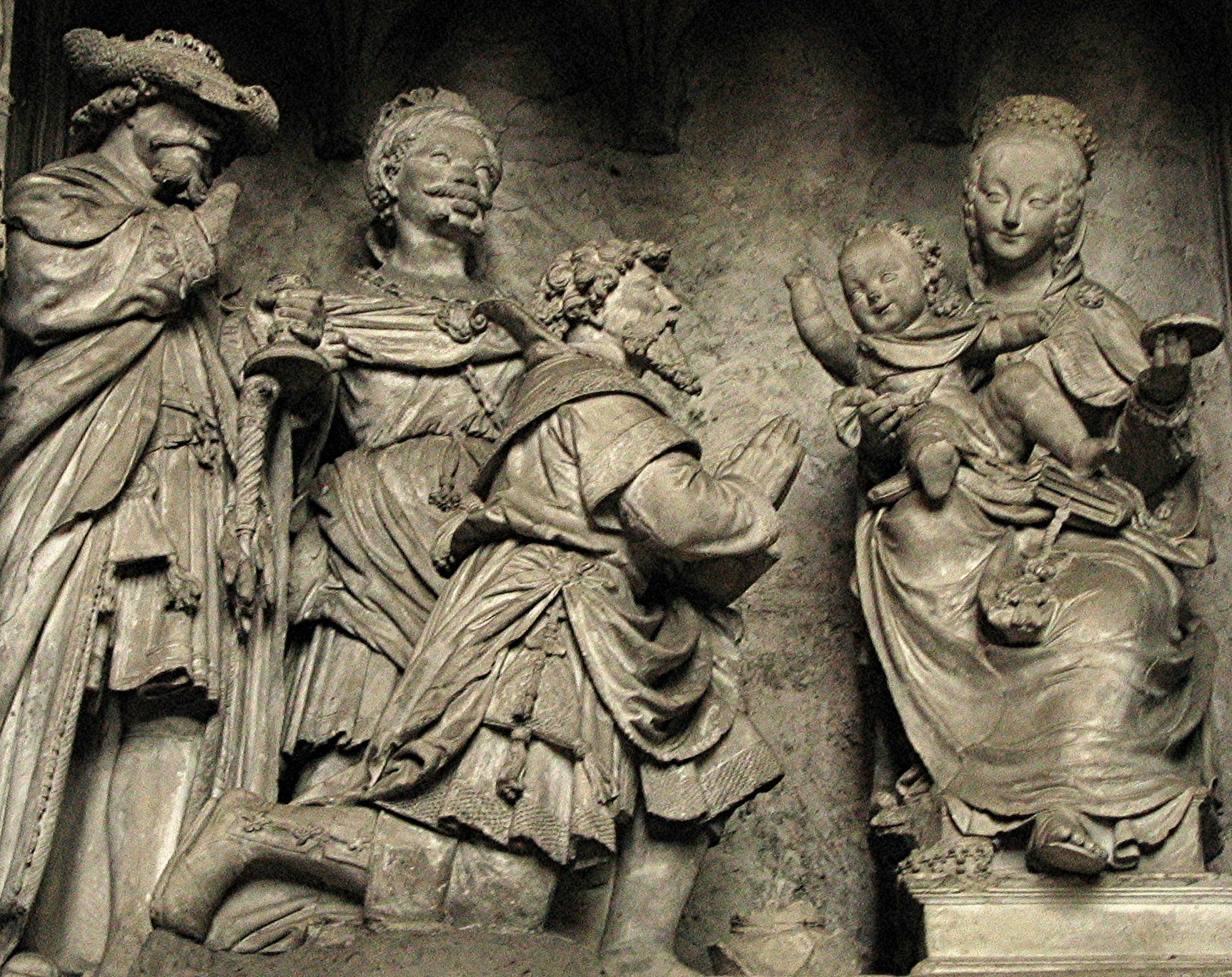
Adoration des mages (12).
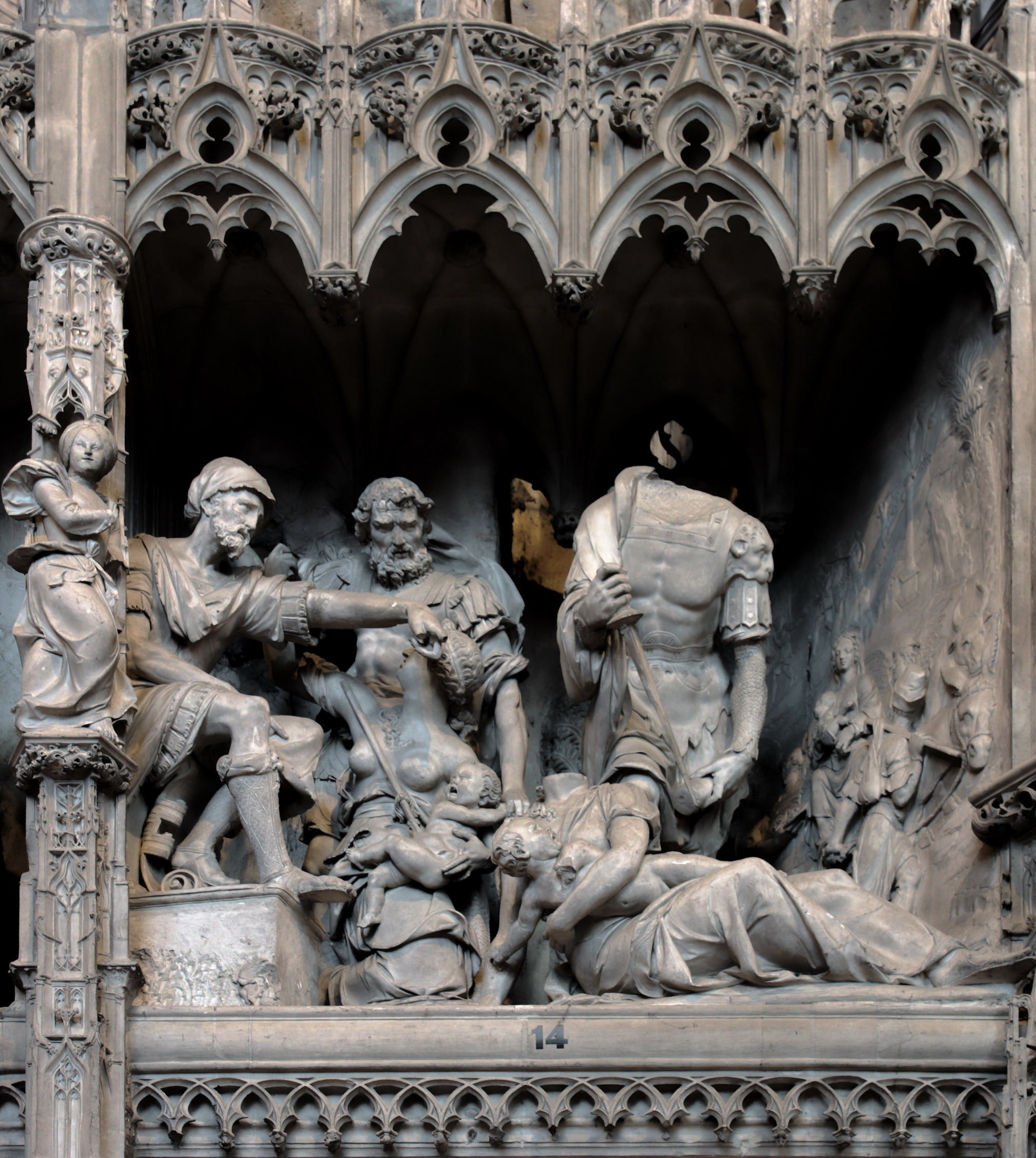
Le massacre des Innocents (14).
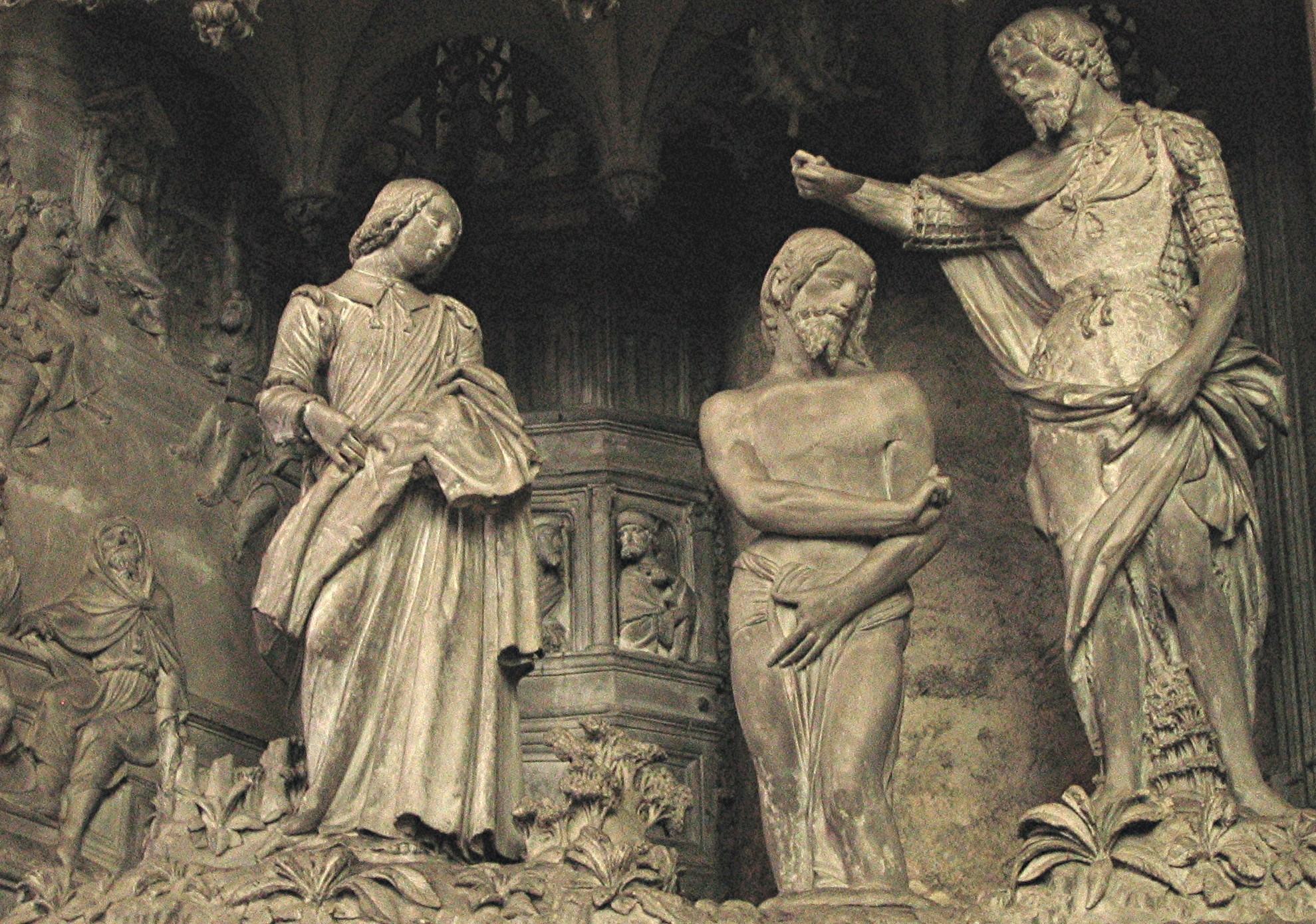
Baptème de Jésus (15).
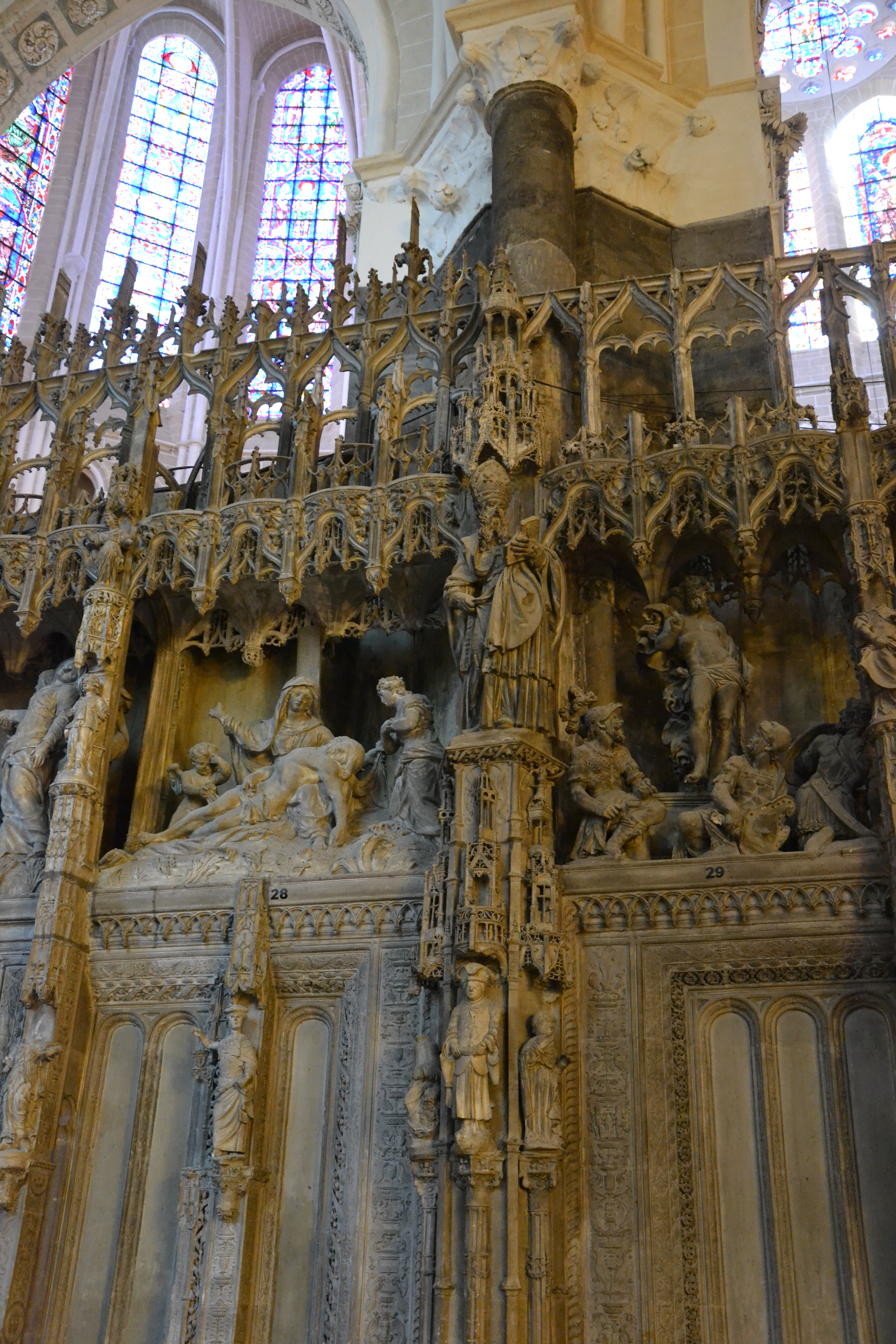
Déploration (28), Résurrection (29).

| N° descène | N° detravée | Tema                                           | Fechas    | Autor               | Base Palissy       |
| ---------- | ----------- | ---------------------------------------------- | --------- | ------------------- | ------------------ |
| 1          | 1           | Anuncio del nacimiento de María a Joaquín      | 1519      | Jehan Soulas        | Nota no IM28000414 |
| 2          | 1           | Anuncio del nacimiento de María a Ana          | 1519      | Jehan Soulas        | Nota no IM28000415 |
| 3          | 1           | Encuentro de Ana y Joaquín en la Puerta Dorada | 1519      | Jehan Soulas        | Nota no IM28000416 |
| 4          | 1           | Nacimiento de María                            | 1519      | Jehan Soulas        | Nota no IM28000417 |
| 5          | 2           | Presentación de María al Templo                | 1521      | Jehan Soulas        | Nota no IM28000418 |
| 6          | 2           | Matrimonio de María y José                     | 1521      | Jehan Soulas        | Nota no IM28000419 |
| 7          | 2           | La Anunciación                                 | 1521      | Jehan Soulas        | Nota no IM28000420 |
| 8          | 2           | La Visitación                                  | 1529      | Jehan Soulas        | Nota no IM28000421 |
| 9          | 3           | Sueño de José                                  | 1529      | Jehan Soulas        | Nota no IM28000422 |
| 10         | 3           | La Natividad                                   | 1529      | Jehan Soulas        | Nota no IM28000423 |
| 11         | 4           | La Circuncision                                | 1529      | Jehan Soulas        | Nota no IM28000424 |
| 12         | 4           | Adoración de los Magos                         | 1529      | Jehan Soulas        | Nota no IM28000425 |
| 13         | 4           | Presentación de Jesús al Templo                | 1543      | François Marchand   | Nota no IM28000426 |
| 14         | 4           | Masacre de los Inocentes                       | 1543      | François Marchand   | Nota no IM28000427 |
| 15         | 5           | Bautismo de Jesús                              | 1524-1548 | Nicolas Guybert (?) | Nota no IM28000428 |
| 16         | 5           | Tentación de Cristo                            | 1611      | Thomas Boudin       | Nota no IM28000429 |
| 17         | 6           | Curación de la hija de una cananea             | 1611      | Thomas Boudin       | Nota no IM28000430 |
| 18         | 6           | La Transfiguración                             | 1611      | Thomas Boudin       | Nota no IM28000431 |
| 19         | 7           | La mujer adúltera                              | 1680      | Jean Dedieu         | Nota no IM28000432 |
| 20         | 7           | Curación del ciego                             | 1683      | Pierre El Gordo     | Nota no IM28000433 |
| 21         | 9           | Entrada de Jesús en Jerusalén (2 escenas)      | 1705      | Jean-Baptiste Tuby  | Nota no IM28000434 |
| 22         | 10          | Jesús en el jardín de Getsemaní                | 1716      | Simon Mazière       | Nota no IM28000435 |
| 23         | 10          | El beso de Judas                               | 1716      | Simon Mazière       | Nota no IM28000436 |
| 24         | 11          | Jesús ante Pilatos                             | 1716      | Simon Mazière       | Nota no IM28000437 |
| 25         | 11          | Flagelación de Cristo                          | 1713      | Simon Mazière       | Nota no IM28000438 |
| 26         | 12          | La corona de espinas                           | 1715      | Simon Mazière       | Nota no IM28000439 |
| 27         | 12          | Elevación de la Cruz (1 escena doble)          | 1714      | Simon Mazière       | Nota no IM28000440 |
| 28         | 12          | La Lamentación de María - Piedad               | 1714      | Simon Mazière       | Nota no IM28000441 |
| 29         | 13          | La Resurrección                                | 1610-1611 | Thomas Boudin       | Nota no IM28000442 |
| 30         | 13          | Los santas mujeres en la tumba                 | 1610-1611 | Thomas Boudin       | Nota no IM28000443 |
| 31         | 13          | Los peregrinos de Emaús                        | 1610-1611 | Thomas Boudin       | Nota no IM28000444 |
| 32         | 13          | Aparición de Jesús a Tomás                     | 1610-1611 | Thomas Boudin       | Nota no IM28000445 |
| 33         | 14          | Aparición de Jesús a María                     | 1516-1517 | Anónimo             | Nota no IM28000446 |
| 34         | 14          | La Ascensión                                   | 1516-1517 | Anónimo             | Nota no IM28000447 |
| 35         | 14          | Pentecostés                                    | 1516-1517 | Anónimo             | Nota no IM28000448 |
| 36         | 14          | Adoración de la Cruz                           | 1516-1517 | Anónimo             | Nota no IM28000449 |
| 37         | 15          | El Tránsito de María                           | 1516-1517 | Anónimo             | Nota no IM28000450 |
| 38         | 15          | Los funerales de María                         | 1516-1517 | Anónimo             | Nota no IM28000451 |
| 39         | 15          | La Asunción                                    | 1516-1517 | Anónimo             | Nota no IM28000452 |
| 40         | 15          | Coronación de la Virgen                        | 1516-1517 | Anónimo             | Nota no IM28000453 |

### Esculturas

#### Estatuas de los contrafuertes
Un conjunto de 15 estatuas, de 1,6 m de altura aproximadamente, adornan los pilares de las filas. Representan a Dios Padre, situado a la izquierda de la primera hornacina, y de los obispos de Chartres no identificados, excepto Fulbert. Son obras de Thomas Boudin.

#### Estatuillas
Un conjunto de 84 estatuillas, de una altura comprendida entre 35 y 60 cm completan la decoración y están ubicadas en varios niveles. El proyecto inicial, que no parece  haber tenido otro objetivo que representar personajes de la sociedad, preveía la realización de 136 esculturas.

## El colofón
En el nivel superior, el colofón cubre las hornacinas con numerosos motivos arquitectónicos a modo de doseles de piedra esculpidos, llamados baldaquinos, y presenta, según la comparación al uso, el aspecto de un encaje de piedra. La construcción de este colofón se efectúa al mismo tiempo que la realización de los grupos esculpidos correspondientes y se extiende a lo largo de más de dos siglos.

## El reloj astronómico de la torre del coro
Está ubicado en el lado sur después de la escena de la Visitación, al principio de la tercera fila que por eso solo lleva 2 escenas: el sueño de José y la Natividad. Este reloj astrolábico está fechado en 1528 y su autor ha permanecido anónimo. El mecanismo de origen ha sido reemplazado en 2009 por un sistema eléctrico.

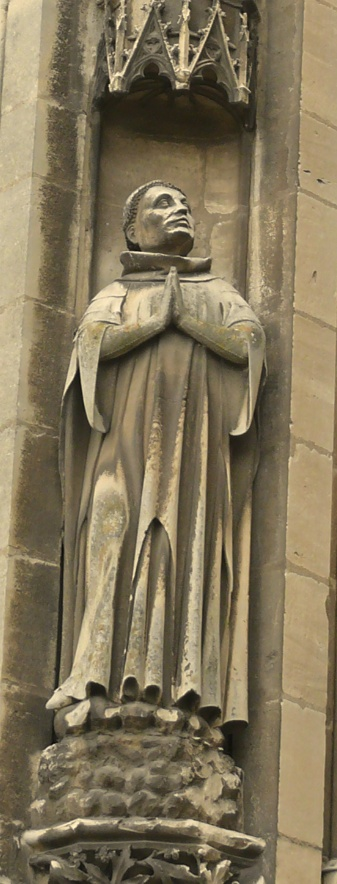
Estatuilla coronada por un dosel.
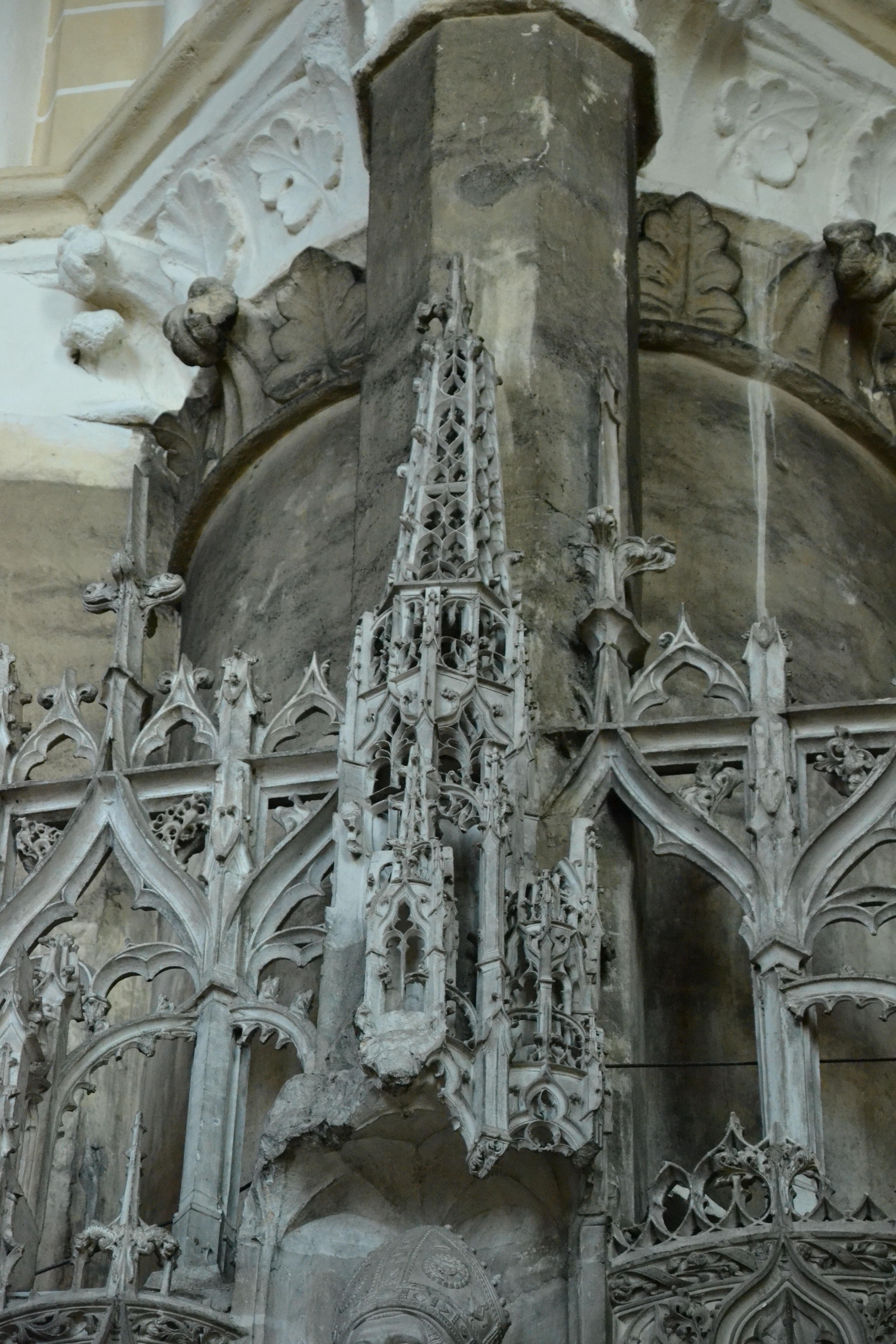
Detalle de la coronación.
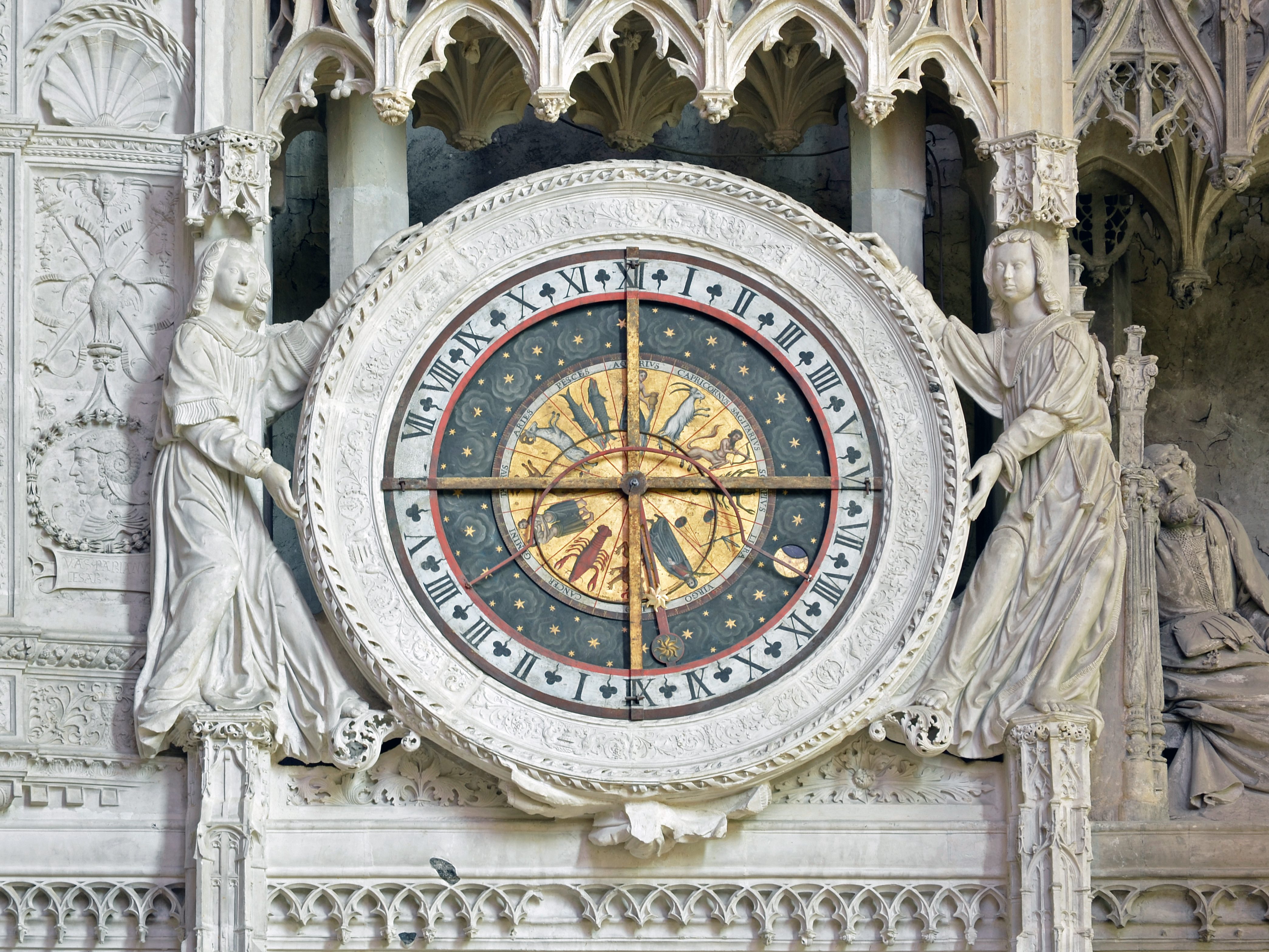
La esfera del reloj astronómico en el interior.